# تيتوس براون
تيتوس براون (بالإنجليزية: Titus Brown)‏ هو محامي وسياسي أمريكي، ولد في 11 فبراير 1786 في الولايات المتحدة، وتوفي في 29 يناير 1849 في فرانسيستاون في الولايات المتحدة. حزبياً، نشط في الحزب الوطني الجمهوري ‏. وقد انتخب عضو مجلس ولاية نيوهامبشير وانتخب عضو مجلس النواب الأمريكي.